# Aéroport Lauriston
Pour les articles homonymes, voir CRU.
L'Aéroport Lauriston (code IATA : CRU • code OACI : TGPZ) ou aéroport de l'île Carriacou est situé sur Carriacou.

## Situation
| Saint-Georges Grenville Carriacou · /Hillsborough |

## Compagnies et destinations
| Compagnies | Destinations                   |
| ---------- | ------------------------------ |
| SVG Air    | Saint-Georges - Maurice-Bishop |

Édité le 21/04/2018

## Rubriques connexes
- Grenade
- Aéroport international Maurice Bishop